# Jiří Babíček
Jiří Babíček (* 24. dubna 1930 Šardice) je český sochař, restaurátor a historik umění.
V roce 1956 dokončil studium v ateliéru prof. Jana Laudy na Akademii výtvarných umění v Praze. Od roku 1964 byl členem ostravské skupiny Kontrast, kde působil také Eduard Ovčáček, Miloš Urbásek nebo sochař Vladislav Gajda aj. Babíčkova tvorba z 60. let byla silně ovlivněna anglickým sochařem Henry Moorem u kterého byl na stáži v roce 1967. Bydlel v Miloticích, Praze, Ostravě, Praze a ve Vestci.

## Výstavy
kolektivní
- 1963: II. přehlídka umělecké tvorby Severomoravského kraje, Krajské vlastivědné muzeum, Olomouc
- 1964: III. výstava mladých – Ostrava
- 1965: Výstava tvůrčí skupiny Kontrast: Grafika, plastika, Dům pánů z Kunštátu, Brno
- 1965: Výstava tvůrčí skupiny Kontrast, Galerie Českoslovesnský spisovatel, Praha
- 1965: Svaz československých výtvarných umělců v Ostravě: Členská výstava
- 1974: Slovenské národní povstání v dílech českých a slovenských výtvarných umělců
- 1978: Umění vítězného lidu. Přehlídka současného československého výtvarného umění k 30. výročí Vítězného února, Praha
- 1988: Salón pražských výtvarných umělců ’88, Park kultury a oddechu Julia Fučíka, Praha

## Dílo
- 1962: plastika Smrt, vítězný návrh, realizace 1964–68, Ostrava
- 1965: busta Jana Švermy, Vratimov
- 1966–67: Boj v kosmu / Střelci na Královnu, Ostrava
- 1967: Výtvarně řešené prolézačky, Nový Jičín
- 1968: Rodina, Ostrava Habrůvka
- 1972: Polopostava, Ostrava
- 1972: Vítězství, Nový Jičín, přeneseno do skladu
- 1974: Sirény, Liberec, nedochovalo se
- 1974: Vítězná figura s pochodní, bronzový reliéf na bývalé budově Mezinárodního svazu studentstva (ul. 17. listopadu a Pařížská 25, Praha)
- 1976: Proudy (Fontána), šlechtěný beton, Praha Vidoule, sídlo vodáren
- 1976: Ležící figura, kámen, Praha Záběhlice
- 1978: plastika Pták pro mateřskou školu, Žamberk
- 1983: plastické vápencové objekty (Patník) na předmostí Hlávkova mostu, Praha
- 1985: Ležící žena, Kladno

## Galerie

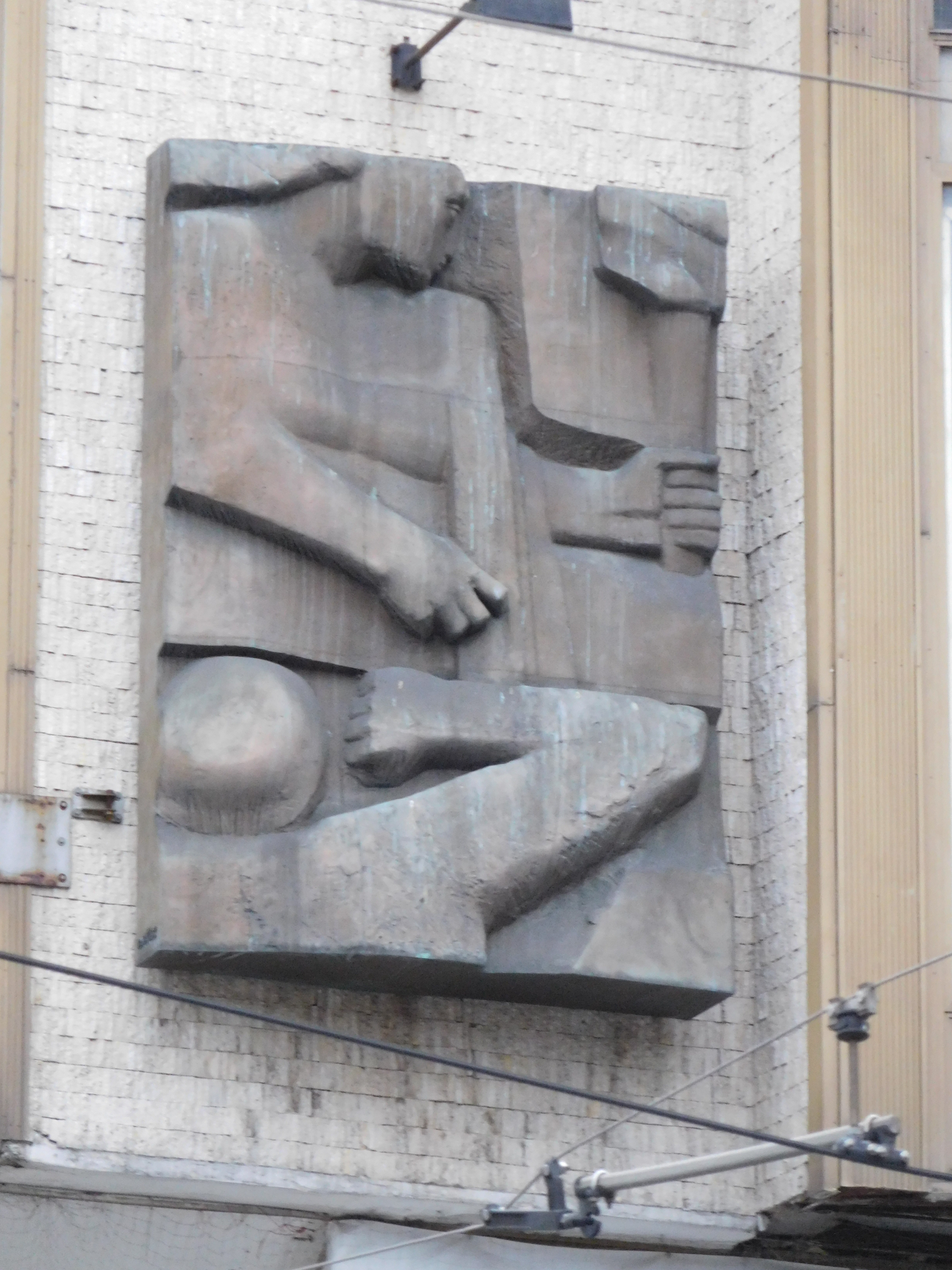
Vítězná figura s pochodní
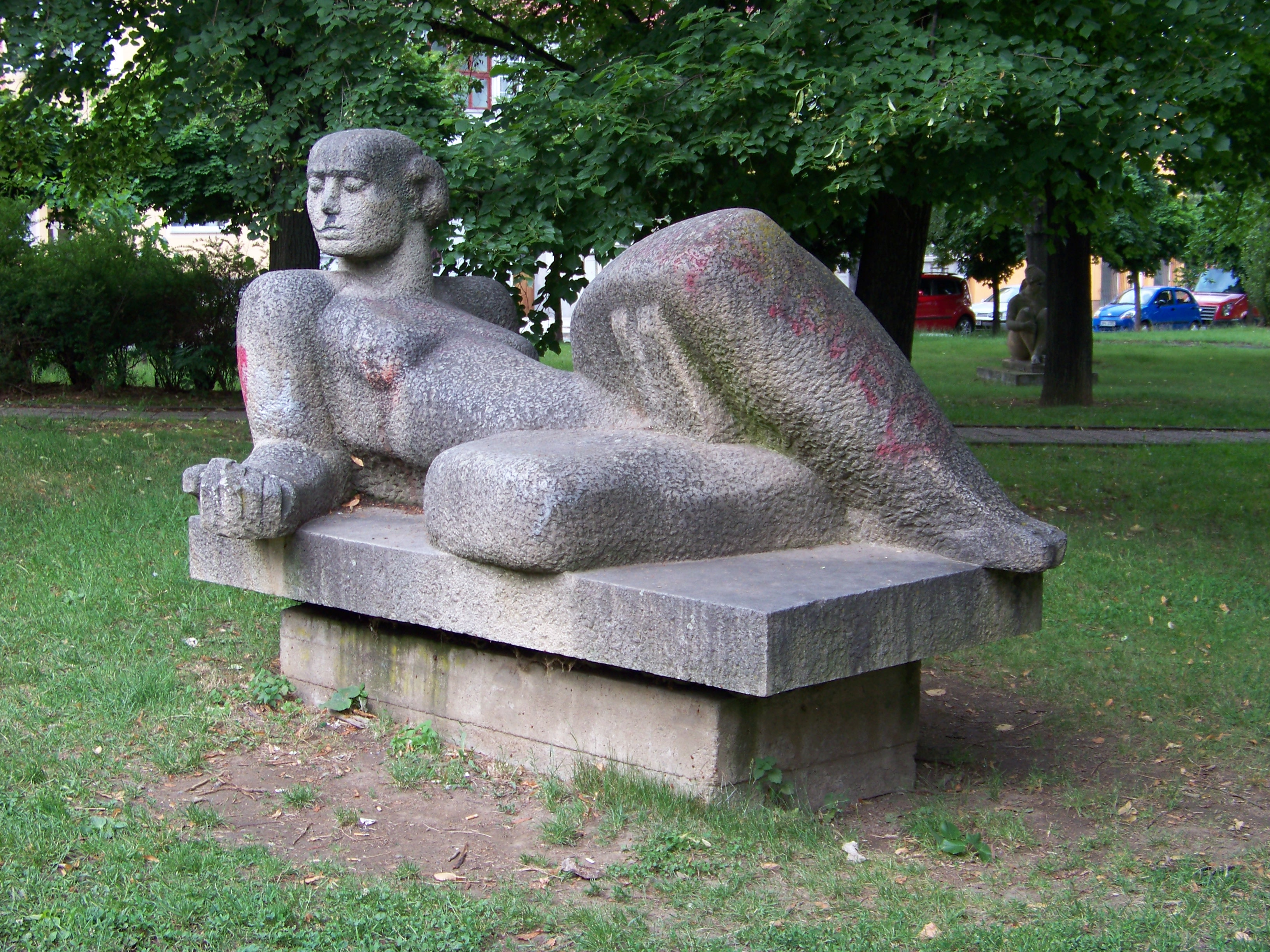
Ležící figura
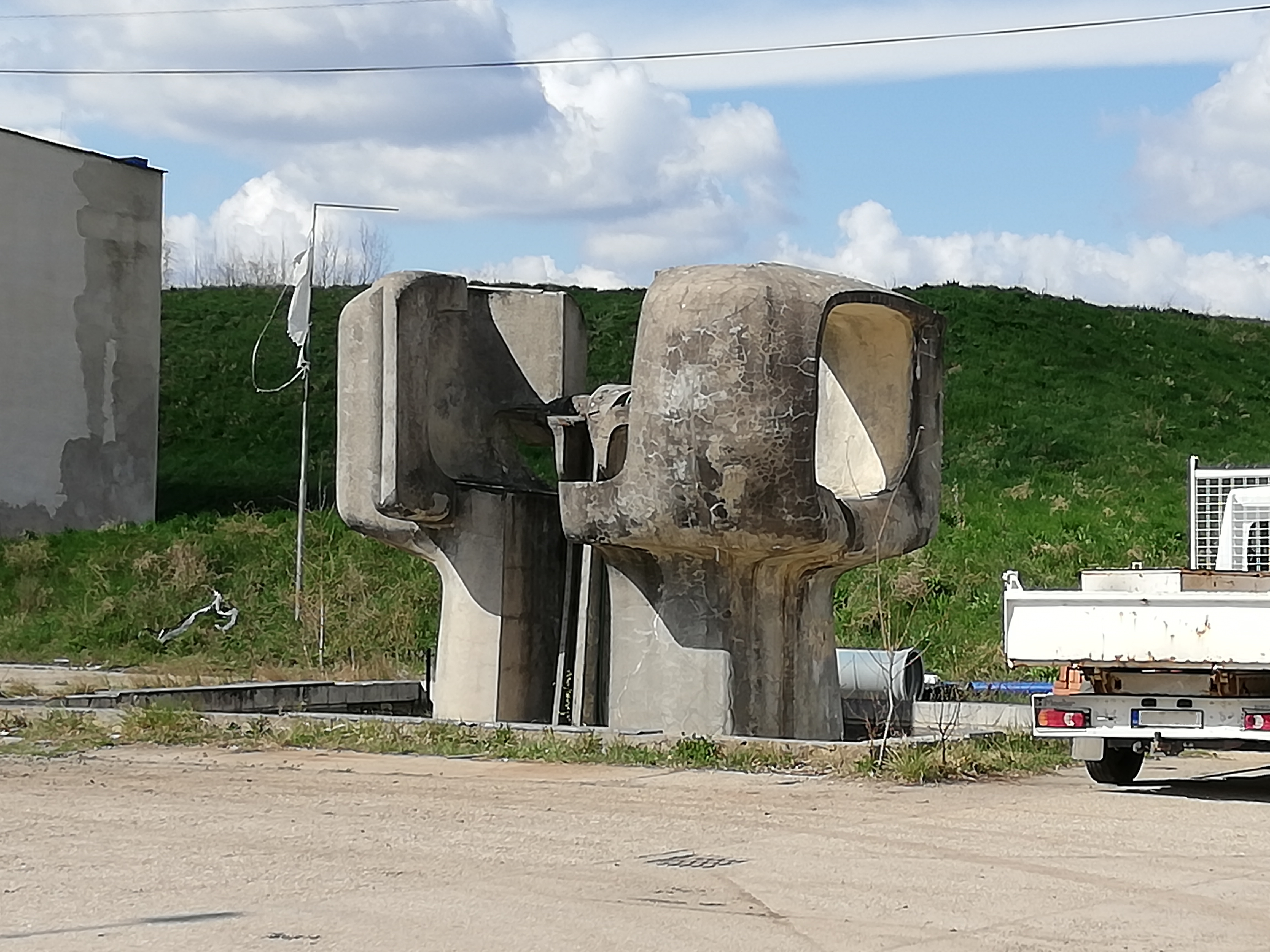
Proudy